# بوبي واتسون
بوبي واتسون (بالإنجليزية: Bobby Watson)‏ (1 يناير 1946 في المملكة المتحدة - ) هو مدرب كرة قدم ولاعب كرة قدم بريطاني في مركز الدفاع. شارك مع منتخب اسكتلندا لكرة القدم. أما مع النوادي، فقد لعب مع نادي رينجرز ونادي ماذرويل.

## وصلات خارجية
- بوبي واتسون على موقع الاتحاد الإسكتلندي (الإنجليزية)
- بوبي واتسون على موقع قاعدة بيانات كرة القدم.إي يو (الإنجليزية)